# 簡単ケータイS
簡単ケータイS（かんたんけーたい エス）は、auブランドを展開するKDDIおよび沖縄セルラー電話から販売されていた通話専用携帯電話シリーズの名称である。ラインアップは京セラ製の第3世代移動通信システム（CDMA 1X、現・au 3G）に対応したA101K（えー いちぜろいち けー）と、韓・パンテック（パンテック・ワイヤレス・ジャパン）製の第3世代/第3.5世代移動通信システム（CDMA 1X WIN、現・au 3G）に対応したPT001（ぴーてぃー ぜろぜろいち）が存在していた。

## 概要
KDDIの同系会社であったツーカーが発売した65歳以上の高齢者向け音声端末「ツーカーS」の好評を受け、そのauバージョンとして開発されたものが京セラ製のA101Kで、ツーカーエリアでない関東・東海・関西以外の地域の無いものつくしの機種の需要に応えるかたちとなった。
基本の機能はツーカーSとほぼ同じだったが、ユーザーが頻繁にかける電話番号を登録できるように、3つのワンタッチボタンが新たに追加された。このワンタッチボタンの上に貼る相手記入用シールや、この端末を所有するユーザー自身の携帯電話の電話番号を書き込むことができるクリップ付のストラップも付属していた。
ツーカーが2008年（平成20年）3月31日をもってサービスが終了したのに加え、NTTドコモの対抗機種である「らくらくホンシンプル」も端末納入メーカーの三菱電機が携帯電話事業から撤退したため、それ以降のこの種の端末はA101Kが唯一となった。
本機は思いのほか需要が伸びず、2007年（平成19年）度中に製造を終了したのち、2009年（平成21年）8月に従来のCDMA 1Xサービスの新規受付終了が決定したためA101Kは同年6月をもって販売終了となった。
なお、2010年（平成22年）8月10日に、70歳以上の高齢の新規ユーザー、および2012年（平成24年）7月22日の周波数再編に伴い使用不可能になるA101Kを所有するユーザーの代替需要を想定し、A101Kとほぼ同じ外見を持つ後継機種として韓・パンテック製のau ICカード、およびトライバンド（L800MHz・N800MHz・2GHz帯エリア）に対応したCDMA 1X WINサービス向けのPT001が発売されている。

## 沿革
A101K
- 2005年（平成17年）9月6日 - KDDI、および京セラより公式発表。
- 2005年10月15日 - 関東地区・沖縄地区にて発売。
- 2005年10月20日 - 中部地区・関西地区にて発売。
- 2005年10月21日 - 上記以外の残りの地区にて発売。
- 2006年（平成18年）6月19日 - ソフトウェアアップデートによる自局番号およびワンタッチボタン登録番号読み上げ機能がそれぞれ追加。
- 2009年（平成21年）6月 - 販売終了。
- 2012年（平成24年）7月22日 - L800MHz（旧800MHz帯・CDMA Band-Class 3）帯によるサービスの停波によりそれ以降は利用不可となる。

PT001
- 2010年（平成22年）5月17日 - KDDI、およびパンテックワイヤレスジャパンより公式発表。
- 2010年8月10日 - 全国にて一斉発売。
- 2010年8月17日 - ソフトウェアアップデートによる自局番号およびワンタッチボタン登録番号読み上げ機能がそれぞれ追加。ただし、翌月以降に更新を適用する場合は、auショップに持ち込み、新機能の追加作業をauショップの店員に依頼する必要がある[5]。
- 2011年（平成23年）4月14日 - ケータイアップデートによる従来以上にクリアな品質で通話可能となる新音声技術(EVRC-B)に対応、ならびに基地局との通信を最適化による通話品質の向上が実施された[6]。
- 2011年12月 - 関東地区にて販売終了。
- 2012年1月 - 中部・関西・四国地区にて販売終了。
- 2012年4月 - 北海道・東北・沖縄地区にて販売終了。
- 2012年7月22日 - L800MHz帯によるサービスの停波によりそれ以降はN800MHz（新800MHz帯・CDMA Band-Class 0 Subclass 2）帯および2GHz（CDMA Band-Class 6）帯の各サービスで利用する事となる。
- 2013年（平成25年）2月 - 九州地区にて販売終了。
- 2013年3月 - 北陸地区にて販売終了。
- 2022年（令和4年）3月31日 - 当キャリアによる3Gサービスの完全終了・完全停波によりそれ以降は利用不可となり、2021年（令和3年）11月19日に発売された4Gサービス対応Android搭載折り畳み式携帯電話（ガラホ）のかんたんケータイ ライト（KYF43）が事実上の代替端末となる。

## 主な機能・対応サービス
A101K・PT001共通
- ワンタッチボタン（3件まで登録可能）
- マナーモード対応呼出音量切替ダイヤル
- 自局番号／ワンタッチボタン登録番号読み上げ機能（両者共アップデートにて対応）

PT001のみのオリジナル機能
- au ICカード（R-UIMカード）に対応[7]
- トライバンドに対応（L800MHz・N800MHz・2GHz）
- ケータイアップデートに対応
- 宅内用小型基地局「auフェムトセル」に対応
- 通話時の高帯域補正に対応
- IPX5/IPX7等級の防水機能

| 主な対応サービス             | 主な対応サービス                                                                            | 主な対応サービス                          | 主な対応サービス                                                                  |
| ---------------------------- | ------------------------------------------------------------------------------------------- | ----------------------------------------- | --------------------------------------------------------------------------------- |
| EZweb （EZアクセス制限あり） | EZ「着うた」 （ハイクオリティステレオ(HE-AAC)対応） EZ「着うたフル」 EZ「着うたフルプラス」 | LISMOビデオクリップ                       | LISMO Video                                                                       |
| EZチャンネル                 | EZチャンネルプラス                                                                          | Touch Message                             | EZFeliCa                                                                          |
| PCサイトビューア             | じぶん銀行アプリ (別途ダウンロードにて対応)                                                 | EZアプリ(BREW)                            | オープンアプリプレイヤー                                                          |
| ケータイ de PCメール         | デコレーションメール                                                                        | デコレーションアニメ                      | au one メール                                                                     |
| EZナビウォーク               | EZ助手席ナビ (別途ダウンロードにて対応)                                                     | 安心ナビ                                  | 災害時ナビ 緊急地震速報 (音声読み上げ対応)                                        |
| 移動経路通知                 | 居場所通知                                                                                  | グローバルパスポート （レンタルサービス） | au Smart Sports （Karada Manager） (ただし、Run & Walkは別途ダウンロードにて対応) |
| 護身用防犯ブザー             | 赤外線通信 auフェムトセル ※PT001のみ対応                                                    | 制限モード (発着信・送受信制限)           | 通話モード                                                                        |

## A101Kにおける電池パックの不具合
2007年6月、KDDI、ならびに沖縄セルラー電話はNECトーキンが製造した本端末の電池パックの一部において、電池パック内部に傷や凹みが付くなどの力が加わった場合に電池パックの発熱や膨張が発生し、発煙や破損に至る可能性があると通知した。本端末を使用しているユーザーに対し、交換用バッテリーパックが送付される。ただし今まで使用していた電池パックは返信用封筒にて返送する必要がある。